# 托氏擬隆頭魚
托氏擬隆頭魚，為輻鰭魚綱鱸形目隆頭魚亞目隆頭魚科的其中一種，分布於中東太平洋拉帕島海域，棲息深度15-24公尺，體長可達15.8公分，棲息在礁石區，生活習性不明。

## 擴展閱讀
維基物種上的相關：托氏擬隆頭魚